# 1835 Gajdariya
Az 1835 Gajdariya (ideiglenes jelöléssel 1970 OE) a Naprendszer kisbolygóövében található aszteroida. Tamara Szmirnova fedezte fel 1970. július 30-án.